# Liebfrauenkirche (Wernigerode)

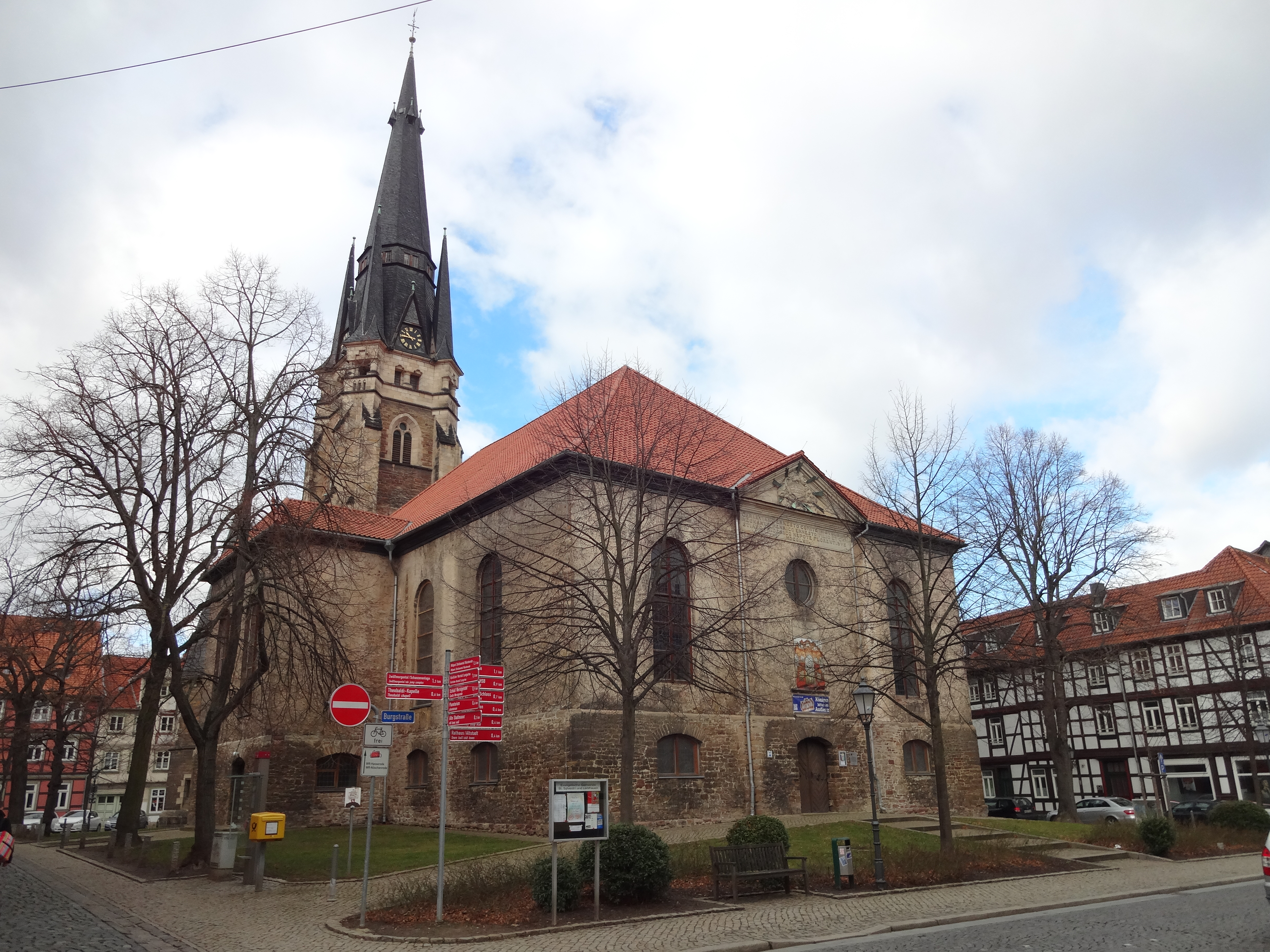
Liebfrauenkirche Wernigerode, jetzt Konzerthaus Liebfrauen

Die Liebfrauenkirche ist ein entwidmetes Kirchengebäude und ein Kulturdenkmal in der Stadt Wernigerode im Landkreis Harz in Sachsen-Anhalt. Es wird seit dem Jahr 2022 als Konzerthaus Liebfrauen genutzt.

## Geschichte
Der ursprünglich romanische Bau mit zwei Türmen wurde im Jahr 1230 erstmals erwähnt und beim Brand des Burgstraßenviertels 1751 völlig zerstört. Mit finanzieller Unterstützung des dänischen Königshauses und des Grafen Christian Ernst zu Stolberg-Wernigerode erfolgte zwischen 1756 und 1762 der Wiederaufbau im Barockstil nach Plänen des gräflichen Baumeisters Johann Friedrich Heintzmann. Der kleine Barockturm wurde 1891 durch eine überdimensional große neugotische Adaption eines Fünfknopfturmes mit vier dazwischenliegenden Uhr- und vier darüberliegenden Obertürmchen ersetzt.
Ursprünglich sollte die ganze Kirche im neugotischen Stil umgebaut werden, allerdings fehlten der Gemeinde die finanziellen Mittel. So blieb es bei der Neuerrichtung des Turmes. Der Turm beherbergt heute drei Glocken und die Turmuhr und kann als Aussichtspunkt bestiegen werden.
Im Jahr 2018 wurde die Kirche an die Kulturstiftung Wernigerode verkauft, die sie in eine Konzerthalle umwandeln wollte. Die Kulturstiftung wirbt für dieses Projekt mit dem Namen Konzerthaus Liebfrauen. Am 3. Februar 2019 erfolgte die Entwidmung der Kirche. Daran anschließend begannen die Bauarbeiten zum Umbau der Kirche in ein Konzerthaus, das am 3. März 2022 eröffnet wurde.

## Baubeschreibung

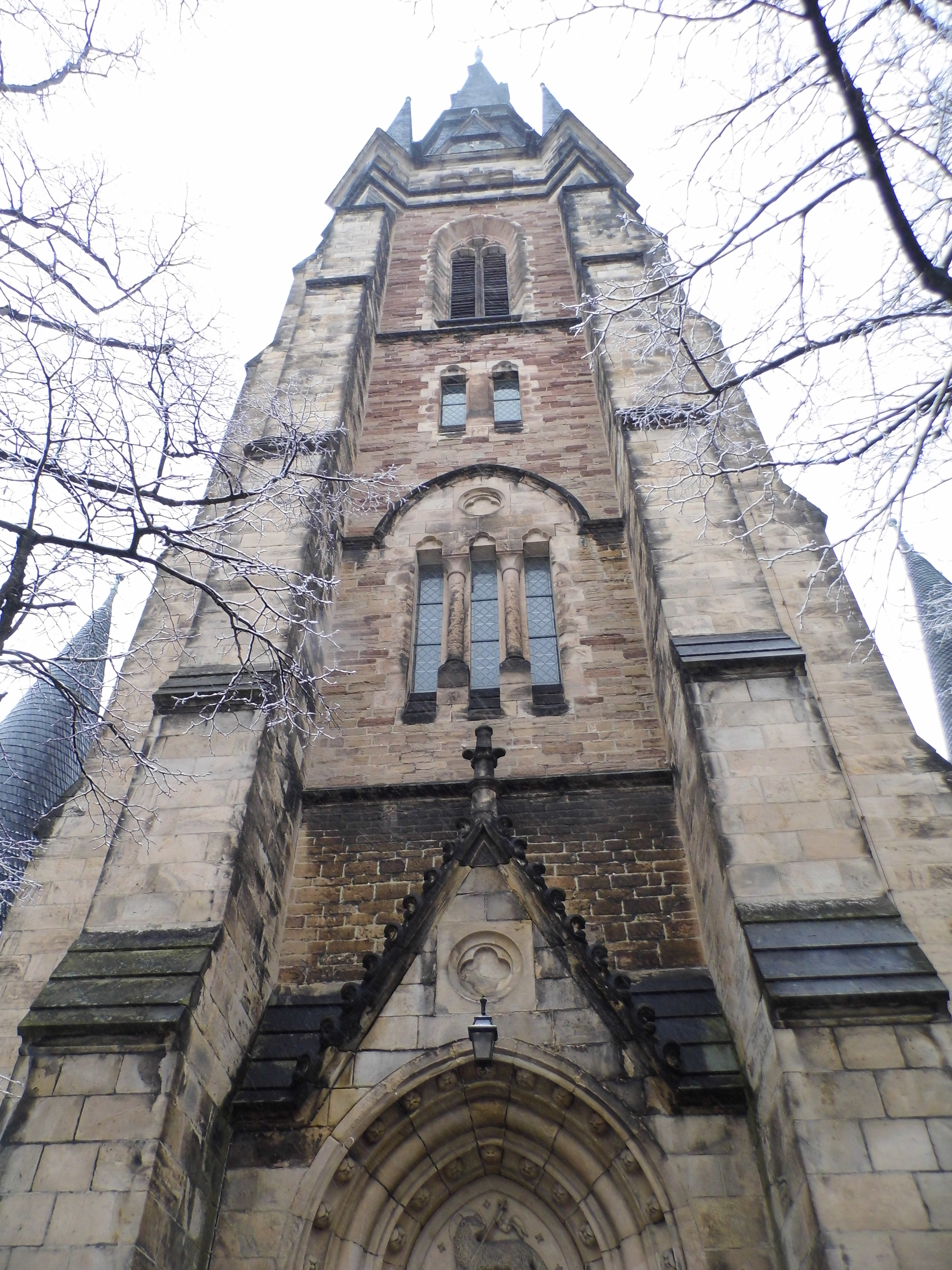
Der große Westturm mit dem heutigen Portal

Die Architektur der Kirche ist eher schlicht. Baumaterial ist der in der Nähe gebrochene und teilweise verputzte Rogenstein (ein Kalkoolith aus dem Unteren Buntsandstein). Die Grundform der Kirche ist ein Rechteck mit den Maßen 17,20 m (Breite) auf 31,70 m (Länge). An der nördlichen und der südlichen Seite befindet sich je ein Anbau mit den Maßen 4,70 m auf 7,20 m. An der Nord-, Süd- und Ostseite läuft in etwa 3 m Höhe ein Gesims entlang, das die Kirche außen gliedert. Im unteren Teil befinden sich kleine Flachbogenfenster, im oberen Teil hohe Rundbogenfenster. Bei der Liebfrauenkirche wurde die Ostseite als Festseite gestaltet. Dort befand sich auch der Haupteingang. Das war damals neu und ungewohnt, da man die alte Liebfrauenkirche von Westen her betreten hatte. Der Mittelteil der Fassade ist leicht hervorgehoben und wird über einem Fries mit einem Dreiecksgiebel abgeschlossen. In diesem Giebel befindet sich eine mit Kupferstrahlen versehene Kartusche aus Sandstein. Sie trägt die Inschrift Deo et Evangelio Jesu Christ (lat.: Gott und dem Evangelium Jesu Christi) In dem darunterliegenden Fries steht geschrieben: Christiano Ernesto Comite in Stolberg Regnate Henrico Ernesto filio et Christiano Friederico nepote florentibus MDCCLXII (Damit sind der 1762 regierende Graf Christian Ernst, sein Sohn Heinrich Ernst und sein Enkel Christian Friedrich gemeint, die „alle in ihrem Leben blühen mögen“). Der Fries und der Giebelschmuck wurden vom Bildhauer Johann Samuel Blättner aus Halberstadt gefertigt. Über der Tür des Osteingangs sind außerdem noch drei tafelartige Flächen zu erkennen. Keine der Baubeschreibungen nennt jedoch Bemalungen oder Beschriftungen.
Durch die Anbauten im Süden und im Norden wird die Kreuzform angedeutet. Der Eingang im Süden führt in die Sakristei, der der Nordseite in die Herrschaftsloge gegenüber dem Altar. In dieser Herrschaftsloge nahm die gräfliche Familie an den Gottesdiensten teil.

### Turm
Der etwa 60 Meter hohe Turm der Liebfrauenkirche ist aus Sandstein erbaut. Auf beiden Seiten wird er von zwei Anbauten flankiert, die wiederum jeweils ein kleines Türmchen tragen. Der Hauptturm wird durch getreppte Strebepfeiler verstärkt. Diese reichen bis auf Höhe der Schallfenster. Über den Schallfenstern befinden sich vier über Eck platzierte Scharwachtürme, die den Spitzhelm begrenzen. Im oberen Drittel des Spitzhelms ragen vier sehr kleine Spitzhelme heraus. Zu den sonntäglichen Gottesdiensten betritt man die Kirche heute durch den Eingang im Turm. Dieses Portal ist abgestuft und trägt in seinem Tympanon das Lamm Gottes.

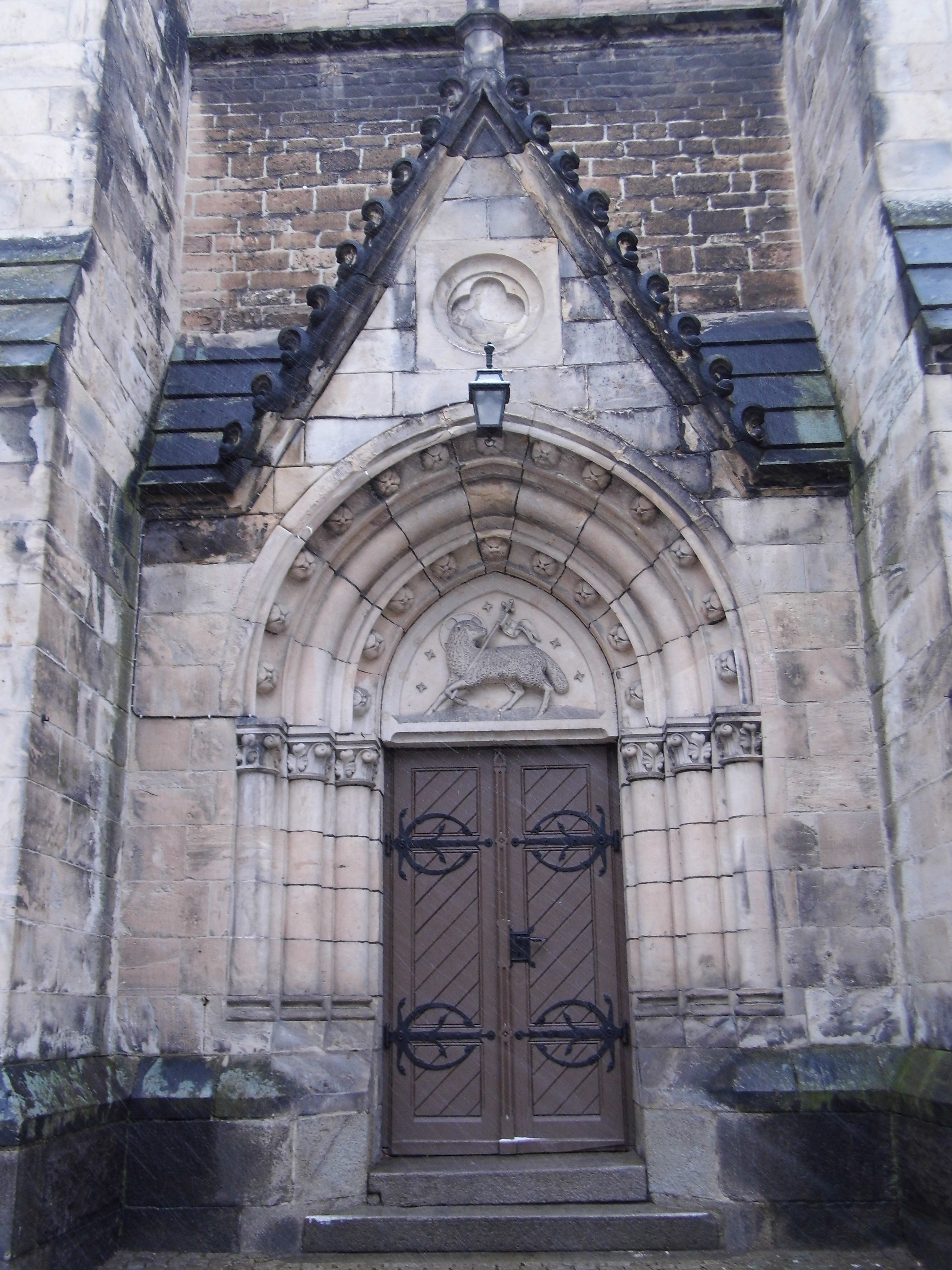
Das Westportal mit dem Lamm Gottes im Tympanon

Im Frühjahr 1891 wurde die heutige Turmuhr eingebaut, die von der Großuhrenfabrik Ed. Korfhage & Söhne aus Buehr gefertigt wurde. Die Uhr selbst besteht zum Großteil aus Gusseisen. Bis heute ist diese Uhr unverändert. Sie wird immer noch, auch nach der Generalreparatur von 2005, von Hand aufgezogen. Ihre Zifferblätter haben jeweils einen Durchmesser von 2 m.

### Innenraum
Der Innenraum der Kirche wurde bis heute kaum verändert. Sie gilt als Beispiel einer rechteckigen Saalkirche des Barocks, ähnlich der ehemaligen Garnisonkirche Potsdam. Die schlichte Holzdecke ist als abgewalmte Brettertonne gestaltet. Der Fußboden der gesamten Kirche besteht aus roten Ziegelsteinen.

## Ausstattung
Die heutige Inneneinrichtung der Kirche gibt ein gutes Zeugnis über die hohe Kunstfertigkeit der Wernigeröder Bildhauer. In Folge des Umbaus der Kirche zur Konzerthalle wurde alles bewegliche Kultur- und Kunstgut aus der Liebfrauenkirche in die St.-Sylvestri-Kirche überführt. Damit bleibt es im Besitz der Kirchengemeinde. Dazu gehören Kruzifixe, Porträtgemälde, Truhen, Liedertafeln, Vasa sacra und anderes. Raumprägende, feste Bestandteile wie der Altar und die Logen gingen in den Besitz der Kulturstiftung über und bleiben in der Kirche. Das Gestühl wurde ausgebaut und durch ein nun auf die Orgel ausgerichtetes Theatergestühl mit ansteigender Sitzordnung ersetzt, ebenso gab es Veränderungen an den Emporen. Der Taufstein soll an die Klosterkirche zu Ilsenburg ausgeliehen werden.
Die Orgel bleibt im Besitz der Kirchgemeinde und wird durch sie unterhalten.

### Altar

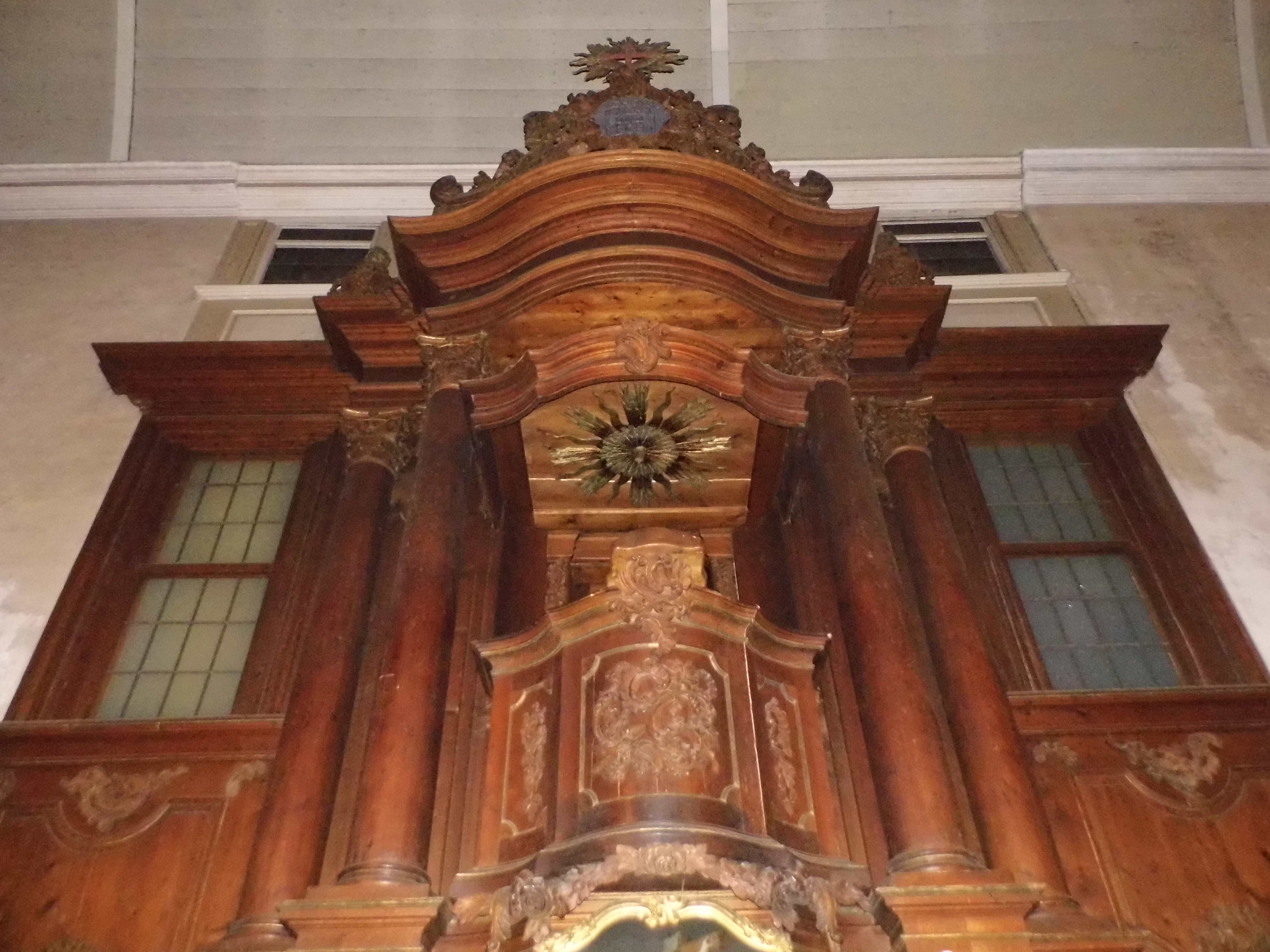
Der Kanzelaltar, deutlich zu sehen der baldachinartige Schalldeckel der Kanzel

Der Altar ist als Kanzelaltar vom gräflichen Hoftischler Johann Michael Möser gefertigt, den Entwurf dazu lieferte er im Jahre 1759. Der Altarblock besteht aus den gleichen roten Ziegelsteinen, aus denen auch der Boden der Kirche besteht. Darüber erhebt sich ein Podium, das gestaffelt ist.
Der Kanzelkorb wird links und rechts von je zwei Säulen nach korinthischem Vorbild flankiert. Der Schalldeckel der Kanzel wirkt wie ein Baldachin. Den oberen Abschluss des Altars bildet ein Kreuz im Flammenkranz, darunter befindet sich eine Holztafel mit der Inschrift Jehova Licht in Recht.
Das Gewände über den Türen rechts und links neben dem Altar ist mit Schnitzereien im Muschelmotiv verziert. Diese Verzierungen finden sich ebenfalls am Korb der Kanzel, an den Wangen der Kniebänkchen links und rechts vom Altar, und am Giebelaufsatz des Altars. Auch Fruchtmotive sind zu sehen. Die Schnitzereien am Kanzelaltar stammen von dem Halberstädter Bildhauer Josef F. Bartoli.
Über dem Altar, der wie das Gestühl und die Herrschaftsloge dunkel gebeizt ist, findet sich noch ein drittes Geschoss mit vier weiteren Fenstern, die zum Kirchenraum gehen. Im Raum hinter der Kanzel, sozusagen im 2. Stockwerk des Altars, befand sich der Kindergottesdienstraum, der 2012 von der Gemeinde eingeweiht wurde. Hier feierten die Kinder während der Predigt ihren eigenen Gottesdienst, der von Mitgliedern der Gemeinde gestaltet wurde.

### Altarbild
Das Altarbild wurde wahrscheinlich im Jahr 1760 von dem aus Berlin stammenden Christian Bernhard Rode, einem Hofmaler Friedrichs des Großen und Schüler Antoine Pesnes, gemalt. Es stellt eine Kreuzigungsszene dar, bei der allein der Körper Christi das Bild beherrscht. Nur wenige Personen rahmen die Szene ein: Vorn links Maria, die Mutter Jesu, daneben der Jünger Johannes. Hinter Johannes, fast verdeckt, ist Maria Magdalena zu sehen. Hinter dem Kreuz ragt der Hauptmann auf, vorn rechts sind die würfelnden Kriegsknechte zu sehen. Ob das Bild explizit für die Liebfrauenkirche gemalt wurde, oder nur zufällig hierher geriet, ist leider nicht bekannt. Fest steht aber, dass Gemälde biblischen Inhalts Rode sein Leben lang ein besonderes Anliegen waren, weshalb er sich großzügige Geschenke an die Kirche leistete. Die Verbindung Rodes zur Liebfrauenkirche entstand vermutlich durch den aus Halberstadt stammenden Dichter Johann Wilhelm Ludwig Gleim. Dieser war mit dem damals regierenden Grafen von Stolberg, Graf Christian Ernst, befreundet. Als Gleim 1761 hier weilte, kam das Bild dadurch vielleicht später nach Wernigerode.

### Fürsten- oder Herrschaftsloge

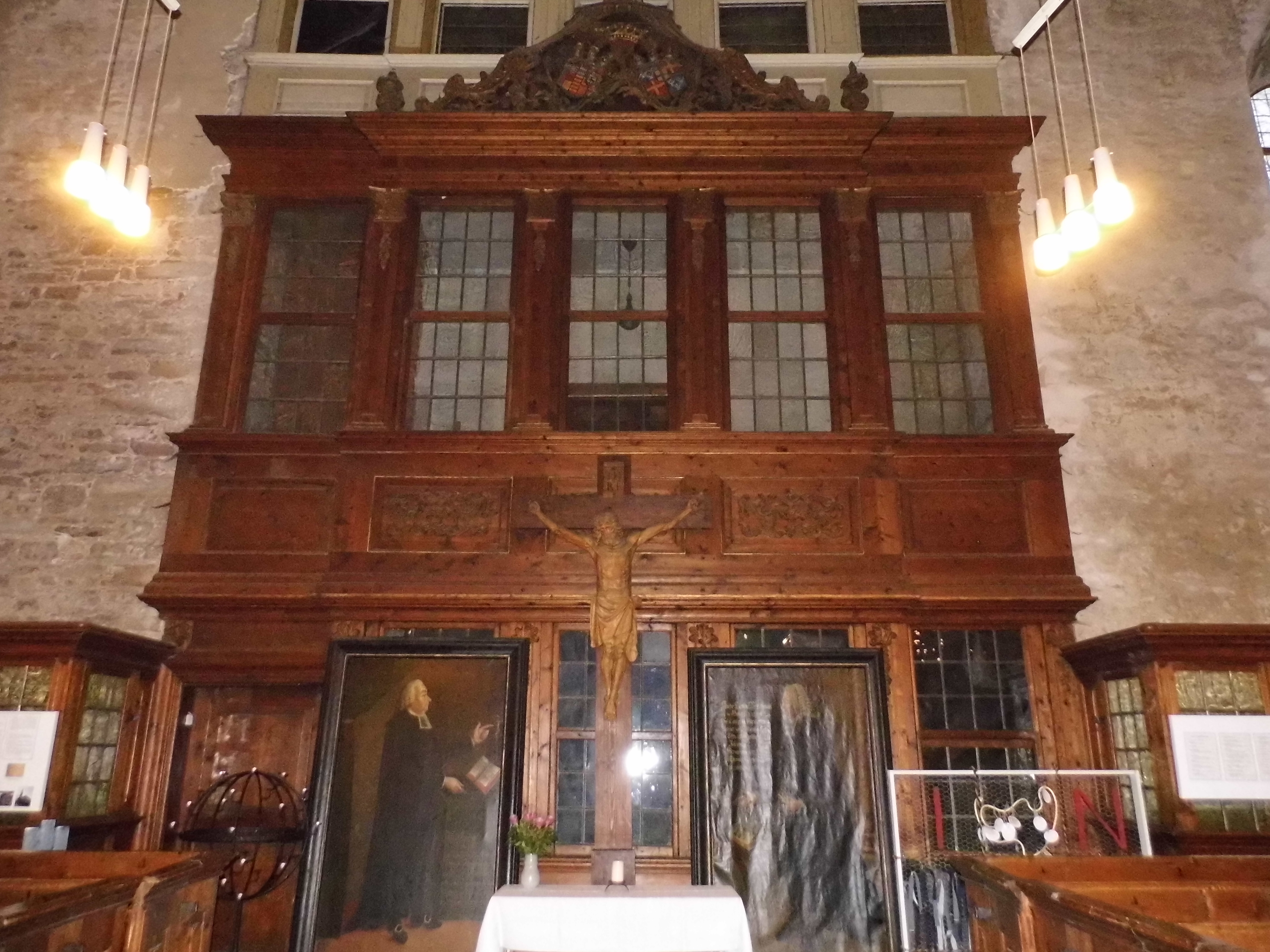
Die Fürstenloge (2013)

Gegenüber dem Kanzelaltar befindet sich die ebenfalls aus dunkel gebeiztem Holz gefertigte Fürsten- oder Herrschaftsloge. Von dort aus nahm die Familie des Grafen an den Gottesdiensten teil. Der Aufbau der Fürstenloge erinnert an eine Hausfassade mit drei Geschossen. Unten befindet sich der Ratsstand, darüber die herrschaftliche Loge. Diese trägt als oberen Abschluss das Wappen der herrschaftlichen Familie und das Wappen der Stadt Wernigerode. Die Bekrönung und die Kapitelle der Loge schuf der Bildhauer Johann Samuel Blättner aus Blankenburg. Blättners Werk sind auch die geschnitzten Wangen der Kniebänkchen am Kanzelaltar.

### Taufstein und Gestühl

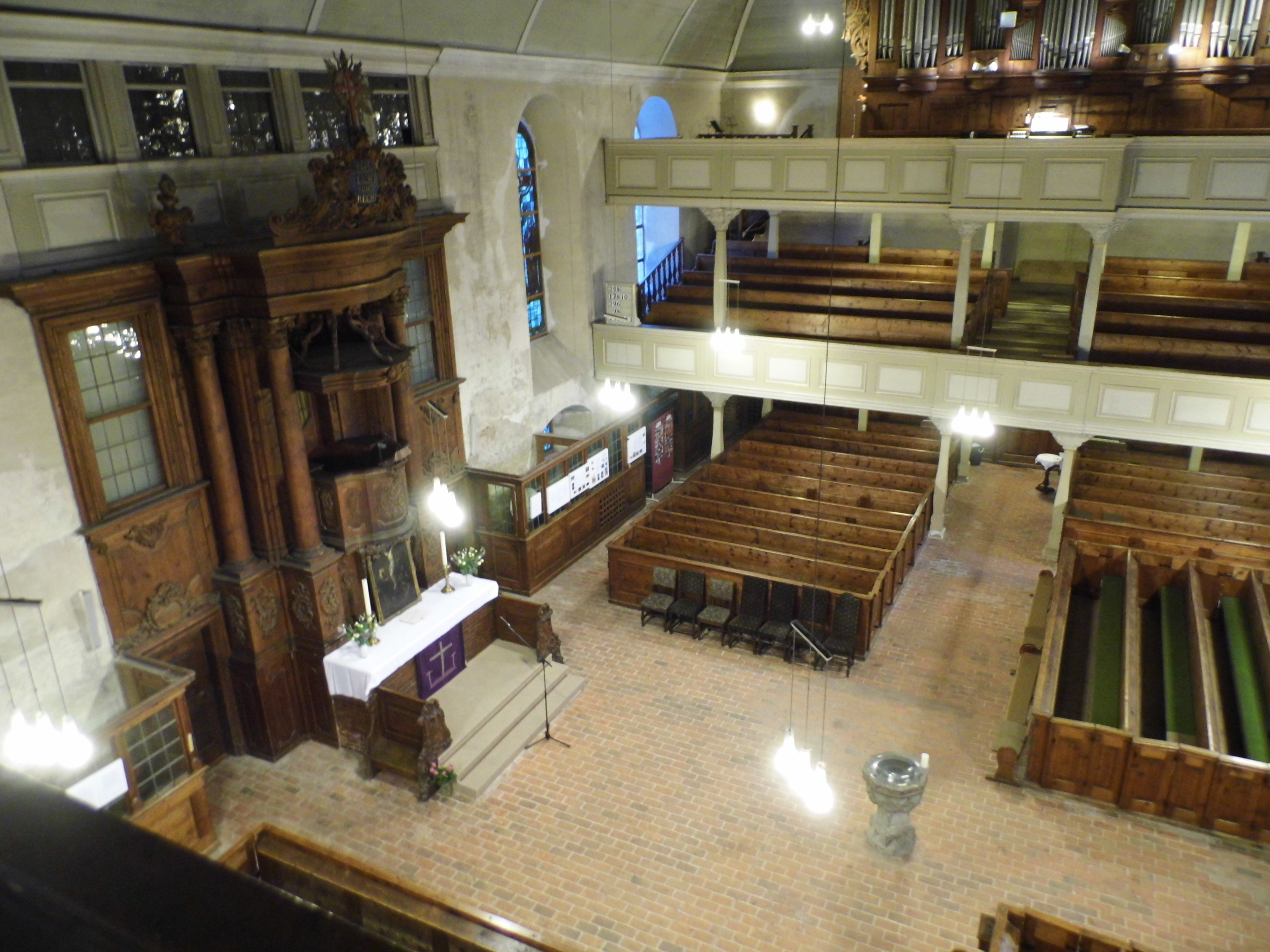
Blick von der oberen Ostempore in die Kirche, gut zu erkennen die Anordnung des Gestühls um den Altar (2013)

Durch die Anordnung des Kirchengestühls in Längs- und Querreihen um den Kanzelaltar ergab sich in der Mitte des Kirchenraumes ein Quadrat mit etwa 17 m² Fläche. Dort, im Zentrum der Kirche, stand der gotische Taufstein.
Auf einem viereckigen Schaft befindet sich die runde Taufwanne aus Sandstein. Die Taufwanne ist mit spitzbogigen Wülsten, die einander zugekehrt sind, versehen. Die Taufwanne endet oben in einer achteckigen Kante. Der an früherer Stelle erwähnte Bildhauer Blättner führte im Jahre 1762 die Ausarbeitung des „Tauff-Steins“ aus, worunter wahrscheinlich eine Art Restaurierung zu verstehen ist. Das Taufbecken aus Zinn wurde noch im selben Jahr durch den Wernigeröder Zinngießer Christoph Carl Wenck gegossen. Die Taufe wurde an die Ilsenburger Kirche abgegeben.
Den Kirchenraum innen umziehen an den Außenwänden ringsherum schmale Priechen, die von Fenstern verschlossen sind und früher als separates Gebetsgestühl genutzt wurden. Sie dienen im Konzerthaus als Garderobe.
Das Gestühl, das in seiner Ausführung als Kastengestühl noch original erhalten war, war in seiner Anordnung im Rechteck um den Altar ebenso typisch für den protestantischen Kirchenbau wie die bauliche Einheit von Altar und Kanzel. Das bedeutet, dass die „neue“ Liebfrauenkirche von Grund auf als protestantische Kirche konzeptioniert war. Auffällig am Gestühl sind die Beschriftungen der Sitzplätze über den Gesangbuchablagen. Um die finanziellen Mittel für den Wiederaufbau der Kirche nach dem Brand um 1751 zu beschaffen, wurden viele Kirchenstühle gegen Bezahlung vermietet oder verkauft. Die Namen der Mieter, die diese Plätze gekauft oder gemietet hatten, sind noch immer zu sehen. Das Gestühl wurde nach der Entwidmung der Kirche an andere Kirchen abgegeben.

### Kirchenfenster

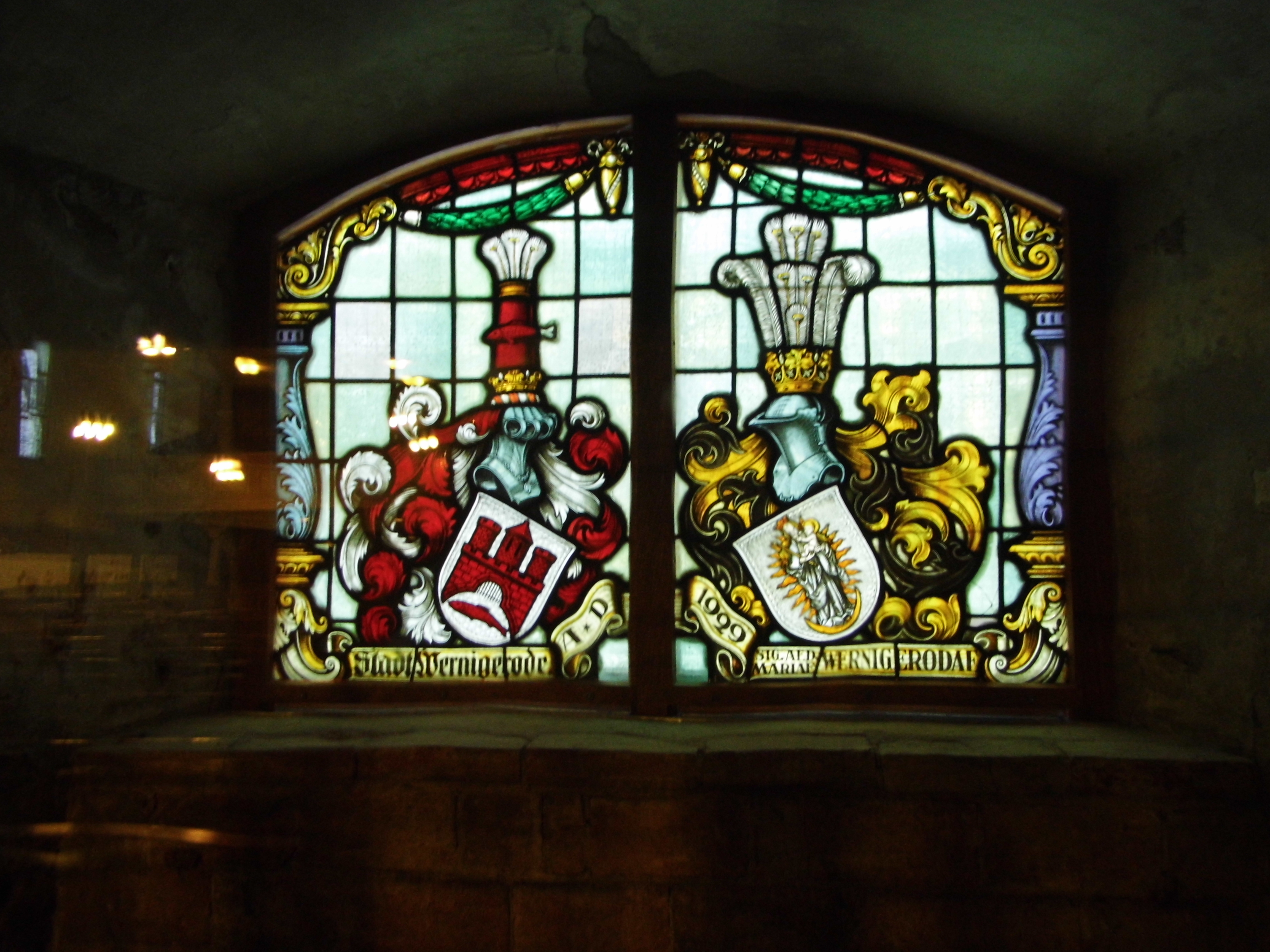
Das in den 1920er Jahren von der Stadt Wernigerode gestiftete Flachbogenfenster im Osten

Einige der Kirchenfenster wurden in den 1920er Jahren durch die heutigen, in der Kirche bestehenden Buntglasfenster ersetzt. Die Kirchengemeinde versuchte, Stifter für die einzelnen Scheiben zu gewinnen, indem die Stifter sich in „ihrer“ Scheibe mit Namen oder Wappen verewigen durften. Auf diese Weise entstanden die Sockelfenster, die nun den Kirchenraum im unteren Bereich ringsherum schmücken. Auch die Stadt Wernigerode selbst und das Grafenhaus stifteten je ein Fenster. Diese sind unter der Ostempore zu sehen.
Die beiden großen Buntglasfenster rechts und links neben dem Altar zeigen die Kreuzigung Jesu Christi mit der Unterschrift „Es ist vollbracht“ (rechts vom Altar) und die Auferstehung Jesu Christi mit der Unterschrift „Ich lebe und ihr sollt auch leben“ (Joh. 14,19) auf der linken Seite. Gefertigt wurden die beiden Fenster von der Firma Ferdinand Müller aus Quedlinburg. Bei Sanierungsarbeiten in den Jahren 1990/91 wurden die großen Kirchenfenster, mit Ausnahme der beiden Buntglasfenster, ersetzt. Zwei Fenster, die noch aus dem Jahr der Erbauung der neuen Liebfrauenkirche stammen, sind über der Sakristei zu sehen. Diese Fenster sind wie alle anderen Kirchenfenster (mit Ausnahme der Sockelfenster und der Fenster links und rechts des Altars) farblos bzw. durchsichtig.

### Orgel

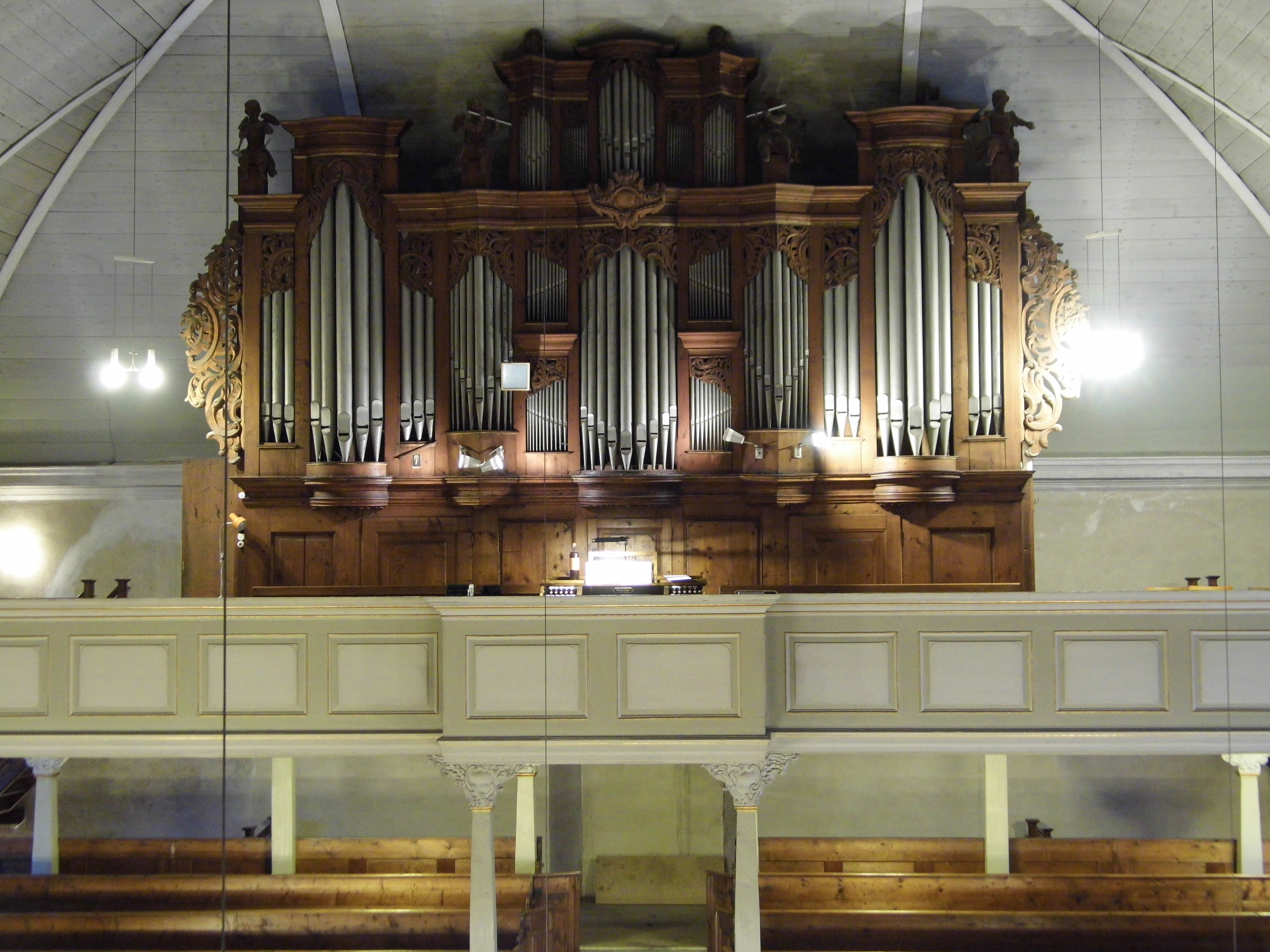
Die Sauer-Orgel im barocken Prospekt der Vorgängerorgel auf der oberen Westempore

Die Kirche besitzt im Osten und im Westen an den Schmalseiten der Kirche jeweils eine zweigeschossige Empore. Die Emporenaufgänge liegen an bzw. in den vier Ecken des Kircheninneren. Die Stützen der Emporen sind mit geschnitztem Rankenwerk verziert. Sowohl Emporen als auch Stützpfeiler sind aus hellem Holz gefertigt, die Emporenbrüstungen haben sparsame Goldverzierungen.
Auf den obersten Stockwerk der Westempore hat die Orgel ihren Platz gefunden und behalten.
Schon in der alten Liebfrauenkirche gab es eine Orgel. Diese wurde von Christoph Cuntzius erbaut. Er bekam im Jahre 1705 den Auftrag „ein gantz newes Werk… zu verfertigen“. 1707 war die Orgel von Cuntzius fertiggestellt und wurde kurz darauf von mehreren Kantoren aus der Umgebung Wernigerodes begutachtet. Conrad Heinrich Möser, ein Bildhauer aus Nöschenrode, führte gemeinsam mit Henning Wehler aus Halberstadt die Bildschnitzerarbeit an der Cuntzius-Orgel durch. Der Vertrag mit Möser und Wehler wurde 1707 geschlossen, und im selben Jahr waren die Arbeiten abgeschlossen.
Beim Stadtbrand 1751 verbrannte die Cuntzius-Orgel gemeinsam mit der Liebfrauenkirche. Als im Jahre 1762 die neue Liebfrauenkirche eingeweiht wurde, musste die Gemeinde noch auf den Klang einer Orgel verzichten. Der Wernigeröder Orgelbauer Christian Braun lieferte 1761 einen Kostenvoranschlag für das zum Bau benötigte Tannen- und Eichenholz. Der Vertrag wurde jedoch nicht sofort geschlossen. 1765 erfolgte die Einweihung der Orgel, allerdings fehlte der Prospekt noch. 1783 wurden von Josef F. Bartoli Bildhauerarbeiten am Orgelprospekt durchgeführt.
Im Jahr 1862 begann die Gemeinde Spenden für eine Orgelreparatur zu sammeln, da das alte Werk nicht mehr zu retten war. Die bekannte Orgelbaufirma Sauer baute ein neues Werk mit 30 Registern auf zwei Manualen und Pedal hinter dem Prospekt der Vorgängerorgel. Diese Orgel wurde im Gottesdienst am 27. Juni 1883 erstmals gespielt. Zwischenzeitlich wurde sie geringfügig umdisponiert. Die Sauer-Orgel der Liebfrauen-Kirche (Opus 401 der Firma) besitzt schon einen Schweller, der auf das Obermanual wirkt. Er hat einen Löffeltritt und zwei Stufen (entweder Auf oder Zu).
Das Instrument befindet sich auch nach dem Verkauf der Kirche weiterhin im Eigentum der Neuen Evangelischen Kirchengemeinde Wernigerode und wurde während des Umbaus der Kirche zum Konzerthaus umfassend saniert und auf den Originalzustand von 1883 rekonstruiert.
Die Sauer-Orgel der Liebfrauenkirche hat seit 2022 wieder folgende ursprüngliche Disposition:
| I Hauptmanual C–f3 |           |
| Bordun             | 16′       |
| Principal          | 8′        |
| Flûte harm.        | 8′        |
| Gedact-Floete      | 8′        |
| Viola di Gamba     | 8′        |
| Octave             | 4′        |
| Gemshorn           | 4′        |
| Rohrfloete         | 4′        |
| Rauschquinte       | 2 ⁄3′- 2′ |
| Mixtur V           |           |
| Cornett IV         |           |
| Trompete           | 8′        |

| II Obermanual C–f3 |     |
| Gedact             | 16′ |
| Principal          | 8′  |
| Aeoline            | 8′  |
| Voix Celeste       | 8′  |
| Rohrfloete         | 8′  |
| Salicional         | 8′  |
| Fugara             | 4′  |
| Traversfloete      | 4′  |
| Progressiv II–III  |     |
| Clarinett          | 8′  |

| Pedal C–d1  |         |
| Subbass     | 16′     |
| Violon      | 16′     |
| Contrabass  | 16′     |
| Quintbass   | 10 2/3′ |
| Principal   | 8′      |
| Gedact      | 8′      |
| Violoncello | 8′      |
| Posaune     | 16′     |

- Koppeln: II/I, I/P, II/P
- Spielhilfen: Combinationspedal, Tutti, Schweller II

### Glocken
Als die Liebfrauenkirche 1752 brannte, konnte vom alten Geläut nur die kleine Betglocke gerettet werden. Sie wurde vom Metall einer der beiden großen Glocken wie von einem Mantel umhüllt und überstand deshalb den Brand. 1890 wurden durch die Gießerei Franz Schilling & Söhne drei neue Bronzeglocken gegossen. Die beiden großen mussten im Ersten Weltkrieg zur Einschmelzung abgegeben werden, nur die kleine konnte vor Ort bleiben. Bis 1924 erlaubten es die finanziellen Mittel nicht, neue Glocken gießen zu lassen. 1924 wurden drei neue Stahlglocken von der Linke Hofmann AG aus Lauchhammer gegossen. So wurde auch die kleine noch vorhandene Bronzeglocke durch eine Stahlglocke ersetzt.
Als Töne wurden gewählt: d1, fis1, und a1. Die große Glocke trägt neben der Inschrift Jesu hilf siegen die Namen Pfarrer Freiherr von Rechenberg und Pastor Theodor Rabe.
Die mittlere Glocke trägt die Inschrift Jesu hilf glauben und die Aufschrift Gestiftet von seiner Durchlaucht dem Fürsten Christian Ernst zu Stolberg-Wernigerode und ihrer Durchlaucht Fürstin Marie zu Stolberg-Wernigerode im Jahre 1924. Die kleinste Glocke trägt neben der Inschrift Jesu hilf beten die Namen all derer, die Geld zur Anschaffung der Glocken beisteuerten.
| Glocke            | Durchmesser | Gewicht  | Schlagton |
| ----------------- | ----------- | -------- | --------- |
| Jesu hilf siegen  | 1.830 mm    | 2.500 kg | d1        |
| Jesu hilf glauben | 1.450 mm    | 1.250 kg | fis1      |
| Jesu hilf beten   | 1.200 mm    | 710 kg   | a1        |

## Gegenwart alsKonzerthaus Liebfrauen
Wegen gesunkener Zahl der Gemeindemitglieder entschloss sich die Kirchgemeinde St. Sylvestri und Liebfrauen, das Gotteshaus abzugeben. So wurde es im Jahr 2019 Eigentum der 2006 gegründeten Kulturstiftung Wernigerode, einer selbständigen Stiftung bürgerlichen Rechts zur Pflege und zur Beförderung der städtischen kulturellen Angebote in Wernigerode.
2017 lobte das Land Sachsen-Anhalt einen mit der EU finanzierten Wettbewerb zur Sanierung von Kulturstätten aus, für den sich die Kulturstiftung Wernigerode bewarb. Das Projekt „Umwidmung der Liebfrauenkirche“ wurde als eins von 20 ausgewählt und erhielt die Zusage für Fördermittel in Höhe von rund 4 Millionen Euro. Die Stadt Wernigerode steuerte 480.000 Euro bei, die Ostdeutsche Sparkassenstiftung 284.000 Euro, alle Eigenmittel wurden aus Spenden aufgebracht. So wurde die Kirche dank EU-Fördermitteln aus dem EFRE-Programm von Januar 2020 bis Dezember 2021 zur Proben- und Konzertstätte umgebaut.
Entstanden ist ein hochwertiger Konzertsaal mit einer auch für Sinfonieorchester ausreichend großen Bühne, klangvoller Sauer-Orgel aus dem Jahr 1883 mit 1.800 Orgelpfeifen in 30 Registern, einer Chor-Empore über der Bühne sowie bester Sicht von knapp 500 Konzert-Plätzen in Parkett, beiden Emporen und der Fürstenloge. Er erinnert mit seiner Innenausstattung an die einstige Liebfrauenkirche.
Mit ihrer hervorragenden Akustik und markanten Architektur bietet die einstige Kirche nunmehr als Konzerthaus Liebfrauen gemeinsam mit dem Fürstlichen Marstall die professionelle Bühne für heimische Klangkörper und Gast-Künstler.
Der „Hölzerne Himmel“, die gewölbte Decke ohne Stützen, ist „schwingend“ konstruiert ohne Berührung mit dem Dach – und schwingt somit bei Musik wie ein großer Geigenkorpus. Das führt zu guter Nachhallzeit und ausgewogene Frequenzführung. Hinzu kommt ein großes Schallsegel über der Bühne.
Residenzorchester ist das Philharmonische Kammerorchester Wernigerode; es nutzt die Stätte als Proben- und Konzertsaal. Das Spektrum der Veranstaltungen reicht von klassischen Orchester-, Chor- und Kammermusik-Aufführungen über Jazz- und Weltmusik-Abenden bis zu Singer-Songwriter-Konzerten.